# فلسفه زندگی

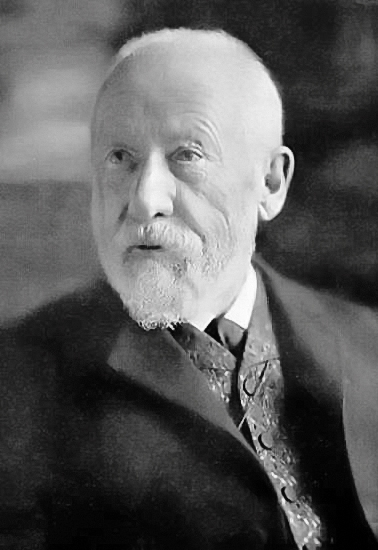
ویلهلم دیلتهی

فلسفه زندگی هر نوع نگرش کلی نسبت به معنای زندگی یا نحوه زندگی باید باشد. این اصطلاح به‌طور کلی به معنای غیررسمی به کار می‌رود، به معنای فلسفه‌ای شخصی است که تمرکز آن حل سوالات اساسی وجودی در مورد وضعیت انسان است تا تلاش فلسفی دانشگاهی.
این اصطلاح همچنین به مفهوم خاصی از فلسفه پردازی به عنوان روشی برای زندگی اشاره دارد مورد تأیید جنبش فلسفه حیات آلمان است که نماینده اصلی آن ویلهلم دیلته و چندین فیلسوف قاره دیگر مانند هنری برگسون و پیر هادوت است.

## اوضاع انسانی
وضعیت انسان به نظر می‌رسد مبارزه بین آنچه (وجود) است و آنچه که باید (جوهر) شود، می‌باشد.
- شرایط هنجاری - گزینه‌های جایگزین، انتخاب، آزادی، ارزش‌ها، استانداردها، ایده‌آل‌ها، تعهدات، مسئولیت پذیری
- مخمصه وجودی - محدودیت، از خود بیگانگی، اضطراب، احساس گناه، دوسوگرایی، پرتابشدگی

## پاسخ اصلی به سؤال وجودی
حداقل سه نظریه غالب در مورد چگونگی پاسخ به سؤال وجودی وجود دارد.

### انکار ذات
- نیهیلیسم، انکار معنی

### انکار وجود
- ذات گرایی

### تأیید زندگی
- اومانیسم سکولار
- دین

## دین به عنوان تلاشی برای غلبه بر مخمصه وجودی
اگزیستانسیالیسم دو شکل اساسی دارد:

### اگزیستانسیالیسم مذهبی
اگزیستانسیالیسم مذهبی به بهترین وجه توسط سنت آگوستین، بلیز پاسکال، پل تیلیچ و فلسفه سورن کی یرکگارد مثال زدنی است. اگزیستانسیالیسم دینی معتقد است که واقعیت دو سطح دارد: جوهر، که زمین هستی است و وجود. دین آخرین نگرانی در این دیدگاه است.